# Sjevernokorejski von
Sjevernokorejski von, ISO 4217: KPV je službeno sredstvo plaćanja u Demokratskoj Narodnoj Republici Koreji.  Označava se simbolom ₩, a dijeli se na 100 chona.
Sjevernokorejski von je uveden 1947. godine, nakon drugog svjetskog rata i podjele Koreje na Republiku Koreju i Demokratsku Narodnu Republiku Koreju.
U optjecaju su kovanice od 1, 5, 10 i 50 chona, te 1 von, i novčanice od 5, 10, 50, 100, 200, 500, 1000, 2000 i 5000 vona.